# Kristina Buch

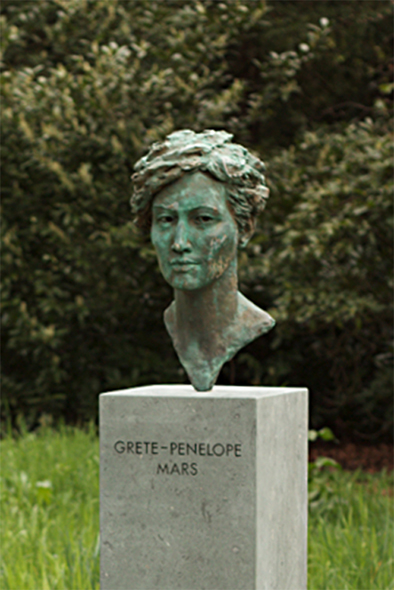
Grete-Penelope Mars, Büste aus der Installation Some at times cast light (2015), welche die Künstlerin für das Detroit-Projekt schuf

Kristina Buch (* 18. Januar 1983) ist eine deutsche Künstlerin.

## Leben
Kristina Buch studierte Biologie und protestantische Theologie, bevor sie am Londoner Royal College of Art und an der Kunstakademie Düsseldorf bei Rosemarie Trockel studierte. Sie war 2012 die jüngste Künstlerin der dOCUMENTA (13). 2013 schloss sie das Studium ab und wurde von Carolyn Christov-Bakargiev als Assistenzprofessorin an die Johann Wolfgang Goethe-Universität Frankfurt am Main gerufen. Sie arbeitet als Gastdozentin an der Hochschule für Gestaltung und Kunst (HGK) Basel, an der sie seit 2015 die erste Trägerin der „Next Society“-Professur ist.

## Arbeiten
- Before the I was folded (Bevor das Ich gefaltet war) (2009) – Installation, in der Buch die erste je von Schimpansen gefertigte Tonskulptur integriert hat. Mit dieser Arbeit wurde der Diskurs über Ape Culture und der Kreativität anderer Kreaturen erneut und kritisch in den Diskurs zeitgenössischer Kunst gerufen.[6]
- The Lover (2012) – Installation und 'life-gesture' / 'Lebensgeste' über 100 Tage auf der dOCUMENTA (13).[7]
- later, Goliath. And then started humming (2013) – Zuckerbilder, in Anlehnung an Malevitsch und Barnett Newman, an denen die Besucher lecken können, bis sie verschwunden sind[8][9]
- untitled (holes) (2014) – Ein einmalig gespieltes Konzert in Kooperation mit Iko Birk.[10][11]
- Some at times cast light (2015) – Diese Installation wurde am 26. April 2015 in Bochum-Ehrenfeld  (⊙)[12] enthüllt.[13][14] Dafür wurde ein Platz mit Ratsbeschluss nach einer fiktiven Frau benannt, die keine Biographie hat und deren Büste den Platz dauerhaft schmückt. Die Arbeit ist Teil des „Detroit-Projekts“.[15]
- Such prophecies we write on banana skins. (triangulation of criminal grace) (dt. Solche Prophezeiungen schreiben wir auf Bananenschalen. (Triangulierung krimineller Gnade)) (2015) – eine 2-Kanal HD Videoinstallation  / Soundscape, produziert für die 14. Istanbuler Biennale. Die Arbeit suggeriert eine endlose Explosion einer bekannten Kunstinstitution auf einem Videokanal sowie die komplette Detonation des Mount Everest auf dem zweiten Kanal.[16]
- It’s normal that reality happens. (these games will fall apart) (2016) - Installation, in der ein abstraktes Spielfeld durch weiße Marmor Spielfeldlinien in Meran (Südtirol) zu unbekannten Spielen und zur Reflexion über Grenzziehungen auffordert.[17]
- EXECUTION SEMANTICS for a necessary criminal (2016) – Soloausstellung in der Kunsthalle Bremerhaven.[18]
- “One of the things that baffles me about you is that you remain unmurdered.” (2012–2016)[19]
- OH, BOY! (conjugation of a stick) (2017)[20]
- Playing above the snake line (2018)[21]

## Auszeichnungen
- 2012 Trieste Young European Artist Award
- 2015 Bremerhaven Stipendium
- 2019 Großer Hans Purrmann-Preis der Stadt Speyer[22]